# Station Lydney
Lydney is een spoorwegstation van National Rail in Lydney, Forest of Dean in Engeland. Het station is eigendom van Network Rail en wordt beheerd door Transport for Wales. 